# Fontaine Schwendi
La fontaine Schwendi est un monument situé à Colmar, dans le département français du Haut-Rhin.

## Localisation
L'édifice est situé place de l'Ancienne-Douane à Colmar, derrière le Koïfhus.

## Historique
La statue représente Lazare de Schwendi (1522 - 1583), chef de guerre de l'empire et seigneur du Hohlandsbourg.
La fontaine originale fut démolie en 1940 pendant la Seconde Guerre mondiale. Elle a été remplacée par le bassin actuel qui retrouva la statue originale.
À l'origine tournant le dos au Koïfhus, elle est mise de face en 1954.
Selon la légende, le plant de vigne qu'il brandit serait le cépage de Tokay qu'il aurait ramené de ses campagnes en Hongrie,. En récompense de ses services, il obtint la seigneurie de Hohlandsberg avec le château de Kientzheim.
Cependant, il est attesté que le Tokay alsacien est un Pinot gris connu depuis le Moyen Âge dans la région (le terme Tokay, exclusivement réservé à des vins hongrois, est interdit en Alsace depuis 2007).

## Architecture
Cette statue en bronze a été conçue en 1898 par Bartholdi.

## Autres œuvres du sculpteur à Colmar
- Fontaine Roesselmann
- Monument Hirn
- Monument à l'amiral Bruat
- Monument au général Rapp
- Monument à Martin Schongauer
- Les grands Soutiens du monde
- Statue du tonnelier alsacien
- Statue du petit vigneron